# Maria Grand

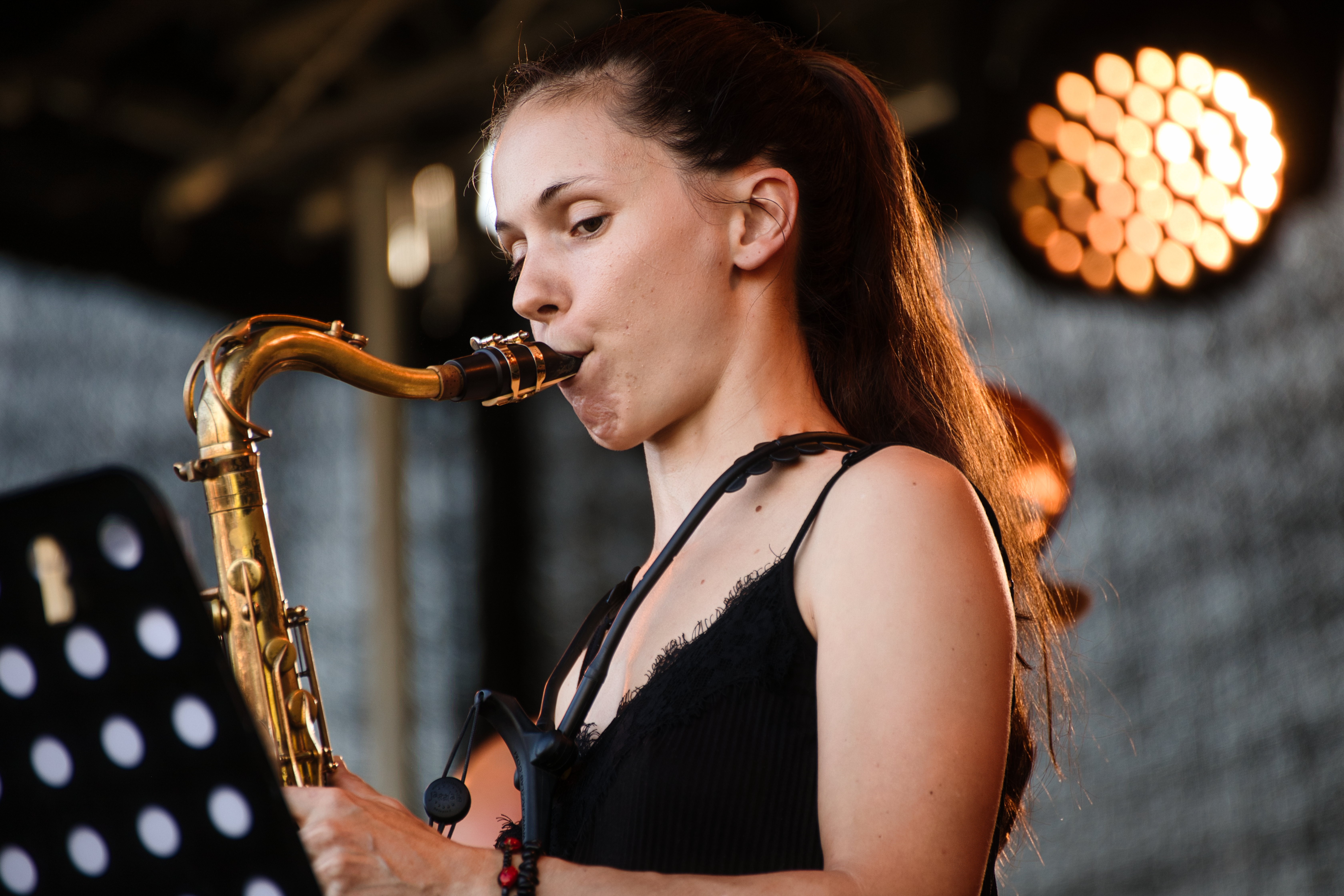
Maria Grand auf dem INNtöne Jazzfestival 2025

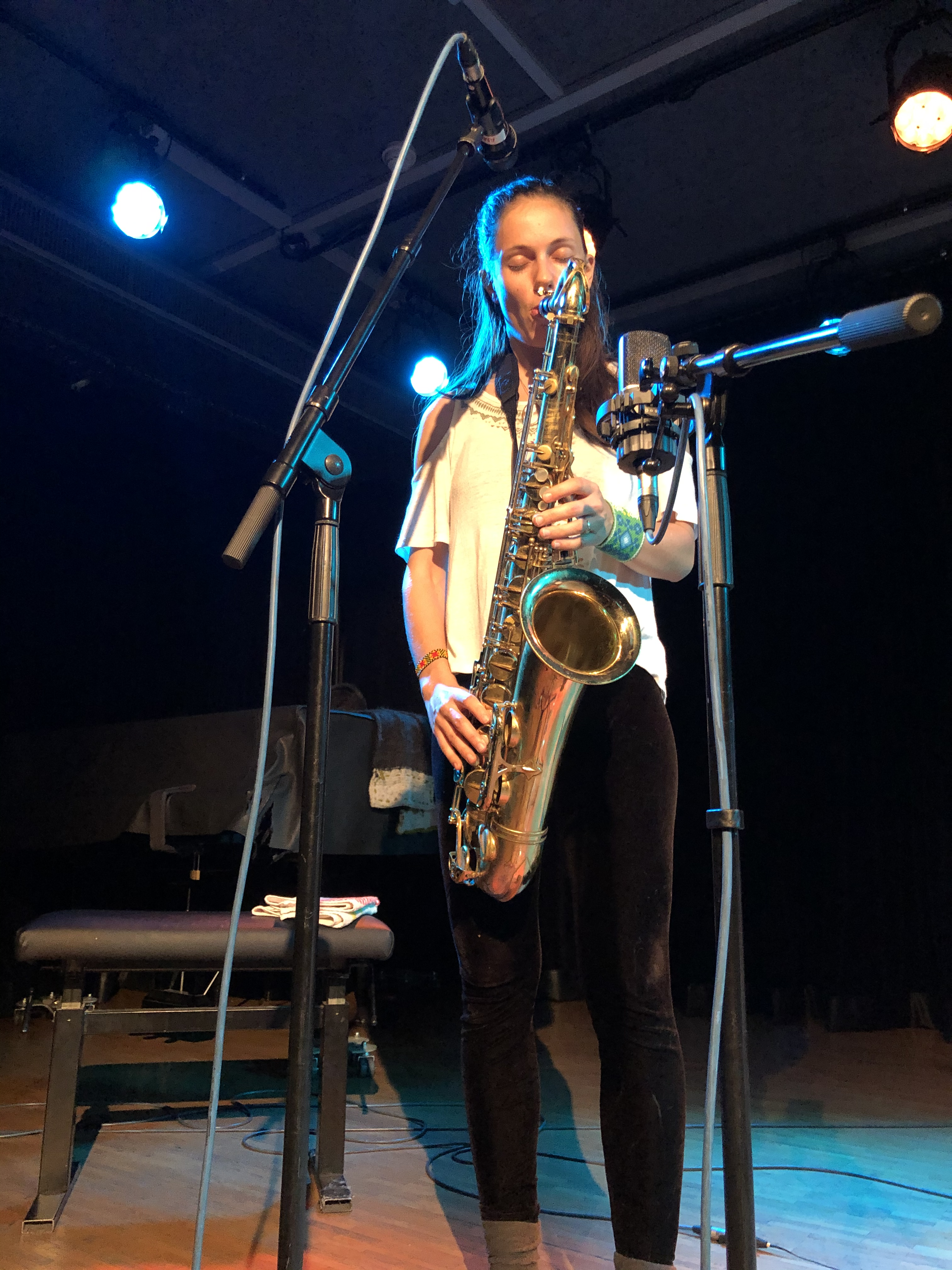
Maria Grand, 2019

Maria Grand (* 1992 in Genf) ist eine Schweizer Jazzmusikerin (Tenorsaxophon, Komposition).

## Leben und Wirken
Grand wuchs in einer musikalischen Familie auf und begann im Alter von zehn Jahren Saxophon zu spielen. Im Jahr 2011 zog sie nach New York, um im Alter von 18 Jahren Musik zu studieren. Sie nahm kurz nach ihrer Ankunft in den USA bei Ohad Talmor, Steve Coleman und Antoine Roney Unterricht. Drei Semester studierte sie am New Yorker City College, um dann als professionelle Musikerin zu arbeiten.
Grand tourte 2012 mit dem Antoine Roney Quartett durch Europa. Als Mitglied des Quintetts von Doug Hammond trat sie beim North Sea Jazz Festival auf. Mit Steve Coleman und dessen Talea Ensemble konzertierte sie 2013 beim Newport Jazz Festival; als Saxophonistin ist sie auch an zwei von Colemans Alben (Synovial Joints, Morphogenesis) beteiligt. Mit eigenen Gruppen legte sie seit 2017 drei Alben vor. Weiterhin spielte sie mit Larry Roland, Valery Ponomarev, Howard Williams, Steve Lehman, Julian Priester, Vijay Iyer, Craig Taborn, Dafnis Prieto, John Zorn und Darcy James Argue. Sie ist auch auf Alben von Román Filiú, Greg Fox, Tamara Renée, Doug Hammond, Steve Coleman (Morphogenesis, 2017) und Mary Halvorson (Artlessly Falling, 2020) zu hören. Sie gehörte zu den Gründerinnen des We Have Voice Collective, das die MeToo-Bewegung auf die Jazzmusik ausweitete. Mit Haggai Cohen-Milo und Ziv Ravitz spielt sie im Quartet von Yaron Herman.

## Diskographische Hinweise
- TetraWind (2017, mit Román Filiú, David Bryant, Rashaan Carter, Craig Weinrib)
- Magdalena (2018, mit Jasmine Wilson, Amani Fela, Mary Halvorson, David Bryant, Fabian Almazan, Rashaan Carter, Jeremy Dutton)[4]
- Reciprocity (2021, mit Kanoa Mendenhall, Savannah Harris)[5]
- Luisa Muhr, Maria Grand, Eric Arn: In Trialogue (2024)[6]